# 사동고등학교
사동고등학교(巳洞高等學校)는 대한민국 경상북도 경산시 사동에 있는 공립 고등학교이다.

## 학교 연혁
- 2015년 2월 17일 : 준공(30학급, 특수 1학급)
- 2015년 3월 1일 : 개교, 초대 윤창기 교장 부임
- 2015년 3월 2일 : 제1회 입학식(324명)
- 2016년 1월 20일 : 인구교육 연구학교 지정(2016.3.2.~2018. 2.28.)
- 2017년 2월 28일 : 라온하제 개관식
- 2017년 3월 2일 : 소프트웨어 선도학교 지정(2017.3.2.~2018.2.28.)
- 2018년 7월 1일 : 자율학교 지정(2019.3.1.~2022.2.28.)
- 2019년 2월 8일 : 도교육청 지정 교과교실제 운영
- 2020년 9월 1일 : 제4대 최경석 교장 부임
- 2021년 3월 1일 : 2021년 인공지능(AI) 융합교육 중심고등학교 지정 (2021.3.~2025.2.)
- 2022년 3월 1일 : 교육과정 특성화 운영 분야 자율학교 지정(2022.3.~2025.2.)
- 2024년 2월 7일 : 제7회 졸업식(255명, 누계 1,955명)
- 2024년 3월 4일 : 제10회 입학식(264명)

## 참고 자료
- 사동고등학교 - 한국교육학술정보원 학교알리미